# Селькупская мифология
Селькупская мифология — часть самодийской мифологии. В мифологии селькупов наблюдается множество совпадений сюжетов и образов с мифологиями других самодийских народов — ненцев, энцев, нганасанов и др.

## Общие сведения
Традиционные представления селькупов характеризуются вертикальной картиной мира, в которой с «подачей жизни» ассоциируются верхний мир (небо) и его персонажи, а нижний мир (подземелье) символизирует смерть.

В космогонических сюжетах селькупских мифов часто фигурирует образ земли как прародительницы людей — «земля-мать», «старуха Земли» и др. В некоторых случаях воплощение образа прародительницы не уточняется, она называется просто «жизненная старуха», «обладающая жизнью».

В традиционном мировоззрении селькупов утверждается концепция бессмертия человеческой души и её круговорота в мироздании. Эта концепция, помимо прочего, подтверждается сюжетом о противоборстве Ичи и Кызы.

Кроме того, у селькупов существует и горизонтальная структура мира, главную роль в которой занимает река, являющаяся дорогой в потусторонний мир.

## Персонажи селькупской мифологии
- Ича — культурный герой;
- Кызы — главное злое божество;
- Лозы — общее название нескольких категорий духов;
- Нум — верховное божество